# Filmografia Denzela Washingtona

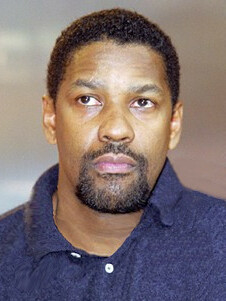
Denzel Washington (2000)

W zestawieniu filmografii Denzela Washingtona znajdują się filmy, w których był aktorem, reżyserem, scenarzystą lub producentem.
W karierze filmowej zadebiutował w filmie biograficznym o amerykańskiej lekkoatletyczce Wilmie Rudolph Wilma (1977), w którym zagrał rolę Roberta Eldridge’a.
W 1979 zagrał w sztuce Szekspira "Coriolanus". Po raz pierwszy odniósł sukces, gdy zagrał rolę Dr. Philipa Chandlera, w serialu dramatycznym St. Elsewhere.
W 1987 zagrał w dramacie filmowym Krzyk wolności, w którym wcielił się w rolę Steve’a Biko. Za rolę tę otrzymał pierwszą nominację do Oscara dla najlepszego aktora drugoplanowego. Dwa lata później otrzymał nagrodę za rolę szeregowego Tripa w historycznym dramacie wojennym Chwała (1989). W 1992 wystąpił w biograficznym dramacie filmowym Malcolm X (1992), w którym zagrał tytułowego obrońcę praw obywatelskich Malcolma X. Za występ w filmie zdobył Nagrodę Stowarzyszenia Nowojorskich Krytyków Filmowych dla najlepszego aktora i nominację do Oscara dla najlepszego aktora. Za rolę otrzymał także Srebrnego Niedźwiedzia dla najlepszego aktora na Międzynarodowym Festiwalu Filmowym w Berlinie.
Washington odniósł także sukces, w takich filmach jak m.in. Karmazynowy przypływ (1995), Huragan (1999), Dzień próby (2001), Lot (2012) i Płoty (2016).

## Filmografia
| Rok  | Film                          | Rola                                  | Informacje |
| ---- | ----------------------------- | ------------------------------------- | --- |
| 1977 | Wilma                         | Robert Eldridge                       | film telewizyjny |
| 1981 | Dokładnie tacy sami           | Roger Porter                          | |
| 1984 | License to Kill               | Martin Sawyer                         | film telewizyjny |
| 1984 | Opowieści żołnierza           | szeregowy Melvin Peterson             | |
| 1986 | The George McKenna Story      | George McKenna                        | film telewizyjny |
| 1986 | Żądza władzy                  | Arnold Billings                       | NAACP Image Award dla najlepszego aktora drugoplanowego |
| 1987 | Krzyk wolności                | Steve Biko                            | Nominacja – Nagroda Akademii Filmowej dla najlepszego aktora drugoplanowego Nominacja – Złoty Glob dla najlepszego aktora w filmie dramatycznym |
| 1989 | Gliniarz na Karaibach         | Xavier Quinn                          | |
| 1989 | Za królową i ojczyznę         | Reuben James                          | Festival du Film Policier de Cognac Award dla najlepszego aktora |
| 1989 | Chwała                        | Trip                                  | Nagroda Akademii Filmowej dla najlepszego aktora drugoplanowego Złoty Glob dla najlepszego aktora drugoplanowego NAACP Image Award dla najlepszego aktora drugoplanowego Kansas City Film Critics Circle Award dla najlepszego aktora drugoplanowego |
| 1990 | Związek przeszczepionych serc | Napoleon Stone                        | |
| 1990 | Czarny blues                  | Bleek Gilliam                         | |
| 1991 | Rykoszet                      | Nick Styles                           | |
| 1992 | Mississippi Masala            | Demetrius Williams                    | NAACP Image Award dla najlepszego aktora |
| 1992 | Malcolm X                     | Malcolm X                             | Chicago Film Critics Association Award dla najlepszego aktora Kansas City Film Critics Circle Award dla najlepszego aktora MTV Movie Award dla najlepszego aktora NAACP Image Award dla najlepszego aktora New York Film Critics Circle Award dla najlepszego aktora Srebrny Niedźwiedź dla najlepszego aktora Southeastern Film Critics Association Award dla najlepszego aktora Nominacja – Nagroda Akademii Filmowej dla najlepszego aktora pierwszoplanowego Nominacja – Złoty Glob dla najlepszego aktora w filmie dramatycznym |
| 1993 | Wiele hałasu o nic            | Don Pedro of Aragon                   | |
| 1993 | Raport Pelikana               | Gray Grantham                         | Nominacja – MTV Movie Award dla najbardziej pożądanego aktora |
| 1993 | Filadelfia                    | Joe Miller                            | Nominacja – MTV Movie Award dla najlepszego duetu filmowego (z Tomem Hanksem) |
| 1995 | Karmazynowy przypływ          | komandor podporucznik Ron Hunter      | NAACP Image Award dla najlepszego aktora Nominacja – MTV Movie Award dla najlepszego aktora |
| 1995 | Zabójcza perfekcja            | porucznik Parker Barnes               | |
| 1995 | W bagnie Los Angeles          | Easy Rawlins                          | |
| 1996 | Szalona odwaga                | podpułkownik Nathaniel Serling        | NAACP Image Award dla najlepszego aktora Lone Star Film & Television Award dla najlepszego aktora Southeastern Film Critics Association Award dla najlepszego aktora |
| 1996 | Żona pastora                  | Dudley                                | |
| 1998 | W sieci zła                   | detektyw John Hobbes                  | |
| 1998 | Gra o honor                   | Jake Shuttlesworth                    | Nominacja – American Black Film Festival Award dla najlepszego aktora Nominacja – NAACP Image Award dla najlepszego aktora |
| 1998 | Stan oblężenia                | agent specjalny Anthony „Hub” Hubbard | |
| 1999 | Kolekcjoner kości             | Lincoln Rhyme                         | |
| 1999 | Huragan                       | Rubin „Huragan” Carter                | Złoty Glob dla najlepszego aktora w filmie dramatycznym Black Reel Award dla najlepszego aktora NAACP Image Award dla najlepszego aktora Srebrny Niedźwiedź dla najlepszego aktora Nominacja – Nagroda Akademii Filmowej dla najlepszego aktora pierwszoplanowego Nominacja – Chicago Film Critics Association Award dla najlepszego aktora Nominacja – Nagroda Satelita dla najlepszego aktora Nominacja – Nagroda Gildii Aktorów Filmowych dla najlepszego aktora pierwszoplanowego |
| 2000 | Tytani                        | trener Herman Boone                   | BET Award dla najlepszego aktora Black Reel Award dla najlepszego aktora NAACP Image Award dla najlepszego aktora Nominacja – Nagroda Satelita dla najlepszego aktora |
| 2000 | The Loretta Claiborne Story   | on sam                                | |
| 2001 | Dzień próby                   | detektyw Alonzo Harris                | Nagroda Akademii Filmowej dla najlepszego aktora pierwszoplanowego American Film Institute Award dla filmowego aktora roku Black Reel Award dla najlepszego aktora Boston Society of Film Critics Award dla najlepszego aktora Kansas City Film Critics Circle Award dla najlepszego aktora Los Angeles Film Critics Association Award dla najlepszego aktora MTV Movie Award dla najlepszego czarnego charakteru NAACP Image Award dla najlepszego aktora Nominacja – Chicago Film Critics Association Award for Best Actor Nominacja – Złoty Glob dla najlepszego aktora w filmie dramatycznym Nominacja – Online Film Critics Society Award dla najlepszego aktora Nominacja – Nagroda Satelita dla najlepszego aktora Nominacja – Nagroda Gildii Aktorów Filmowych dla najlepszego aktora pierwszoplanowego |
| 2002 | John Q                        | John Quincy Archibald                 | NAACP Image Award dla najlepszego aktora Nominacja – Black Reel Award dla najlepszego aktora |
| 2002 | Antwone Fisher                | doktor Jerome Davenport               | reżyser Black Reel Award dla najlepszego reżysera NAACP Image Award dla najlepszego aktora drugoplanowego Producers Guild of America: Stanley Kramer Award Washington D.C. Area Film Critics Association Award dla najlepszego reżysera Nominacja – Black Reel Award dla najlepszego aktora drugoplanowego Nominacja – Phoenix Film Critics Society Award dla najlepszego reżysera Nominacja – Nagroda Satelita dla najlepszego reżysera |
| 2003 | Wyścig z czasem               | Matthias Lee Whitlock                 | Nominacja – Black Reel Award dla najlepszego aktora Nominacja – NAACP Image Award dla najlepszego aktora |
| 2004 | Człowiek w ogniu              | John Creasy                           | Nominacja – NAACP Image Award dla najlepszego aktora |
| 2004 | Kandydat                      | major Ben Marco                       | BET Award dla najlepszego aktora |
| 2006 | Plan doskonały                | detektyw Keith Frazier                | Nominacja – Black Movie Award dla najlepszego aktora pierwszoplanowego Nominacja – Black Reel Award dla najlepszego aktora Nominacja – NAACP Image Award dla najlepszego aktora |
| 2006 | Déjà Vu                       | agent specjalny Doug Carlin           | Nominacja – BET Award dla najlepszego aktora |
| 2007 | Amerykański gangster          | Frank Lucas                           | Nominacja – Złoty Glob dla najlepszego aktora w filmie dramatycznym Nominacja – MTV Movie Award dla najlepszego aktora Nominacja – MTV Movie Award dla najlepszego czarnego charakteru Nominacja – Nagroda Satelita dla najlepszego aktora Nominacja – Nagroda Gildii Aktorów Filmowych dla najlepszej obsady filmowej |
| 2007 | Klub dyskusyjny               | Melvin B. Tolson                      | reżyser NAACP Image Award dla najlepszego aktora Nominacja – NAACP Image Award dla najlepszego reżysera |
| 2009 | Metro strachu                 | Walter Garber                         | |
| 2010 | Księga ocalenia               | Eli                                   | Nominacja – Nagroda Saturn dla najlepszego aktora |
| 2010 | Niepowstrzymany               | Frank Barns                           | |
| 2012 | Safe House                    | Tobin Frost                           | |
| 2013 | Lot                           | Whip                                  | |
| 2013 | Agenci                        | Robert „Bobby” Trench                 | |
| 2014 | Bez litości                   | Robert McCall                         | |
| 2016 | Siedmiu wspaniałych           | Sam Chisolm                           | |
| 2016 | Płoty                         | Troy Maxson                           | |
| 2017 | Roman J. Israel, Esq.         | Roman J. Israel                       | |
| 2018 | Bez litości 2                 | Robert McCall                         | |
| 2023 | Bez litości 3                 | Robert McCall                         | |
| 2024 | Gladiator II                  | Makrynus                              | |